# Bullet for My Valentine
Bullet for My Valentine (as vezes abreviada como BFMV) é uma banda de heavy metal galesa de Bridgend, formada em 1998. Fazendo parte da cena musical de Cardiff, a banda é composta atualmente  por Matt Tuck (vocais, guitarra), Michael Paget (guitarra, vocal de apoio), Jason Bowld (bateria) e Jamie Mathias (baixo, vocal de apoio).
Eles foram formados sob o nome de Jeff Killed John e começaram sua carreira musical, tocando canções do Metallica e Nirvana. Jeff Killed John gravou seis canções que não foram lançadas, duas das quais faixas foram retrabalhadas mais tarde em sua carreira como Bullet for My Valentine. Em 2002, conseguiram um contrato de cinco álbuns com a Sony BMG. Dificuldades financeiras levaram a alteração do nome em 2004, o que foi seguido por uma mudança de direção musical.
O álbum de estreia do Bullet for My Valentine, The Poison, foi lançado em 3 de outubro de 2005 no Reino Unido e em 14 de fevereiro de 2006 nos Estados Unidos. O álbum entrou na Billboard 200 nos Estados Unidos em número 128 e foi certificado Ouro pela RIAA. A banda fez aparições no Download Festival e Kerrang! XXV, e fez uma turnê pelos EUA com Rob Zombie. O segundo álbum de estúdio do Bullet for My Valentine, Scream Aim Fire, foi lançado em 29 de janeiro de 2008 e estreou em quarto na Billboard 200. O terceiro disco da banda, Fever, foi lançado em 26 de abril de 2010 e estreou em terceiro na Billboard 200. A banda já vendeu mais de um milhão de discos nos Estados Unidos e mais de 5 milhões no mundo. É a banda que mais ganhou prêmios na Kerrang! ganhando três vezes o Prêmio de "Melhor Banda Britânica", além de ter sido eleita pela própria revista Kerrang! como a 7 melhor banda dos últimos 30 anos. Ainda hoje, são apontados como os reis do atual cenário do metal moderno Britânico.

## História

### Jeff Killed John (1998–2004)
Formada em 1997, o Bullet for My Valentine começava a carreira fazendo covers do Metallica e do Nirvana com sua primeira banda chamada Jeff Killed John. A banda contava com a presença de Nick Crandle, baixista que seria posteriormente substituído por Jason James. Em 2002 lançaram um EP chamado You/Play with Me, que foi produzido por Greg Haver. O estilo de música era similar as bandas de New Metal da época, como Korn e Limp Bizkit. Em 2004, Jason James entra no lugar de Nick Crandle, a banda assina com a Roadrunner Records, e mudam seu nome para o atual Bullet For My Valentine.

### EPs,The Poisone fama mundial (2006-2007)
Lançaram seu primeiro EP, o Bullet For My Valentine, em 15 de novembro de 2004 no Reino Unido e, em 30 de novembro do mesmo ano, nos EUA. O segundo EP, Hand of Blood, saiu em Agosto de 2005 nos EUA. Foi feito um videoclipe da música "Hand of Blood" para promover seus dois EP. Em março do mesmo ano foi lançado '4 Words (To Choke Upon)', que foi limitado em apenas mil cópias. O mesmo se esgotou no dia do lançamento e nenhuma outra cópia foi feita.
Em outubro lançaram o The Poison, primeiro álbum de estúdio, que chegou na posição número 128 da Billboard 200. Seu primeiro single foi "Suffocating Under Words of Sorrow (What Can I Do)". Esse mesmo álbum só saiu nos Estados Unidos em 2006.
A música "4 Words (To Choke Upon)" foi usada no jogo NHL '06 e Madden NFL '06, da EA Sports. "Hand of Blood" foi usada no Need for Speed: Most Wanted e no Burnout Revenge. Em ambos, o segundo verso da música foi editado pelo seu conteúdo - "Soaked in red for what she said" - em tradução livre: "Afogada em sangue pelo que ela disse". Lançaram posteriormente os singles "Tears Don't Fall" e "All These Things I Hate". Com o sucesso dos singles, tocaram no Warped Tour de 2006 com Eighteen Visions, Avenged Sevenfold, Escape the Fate e depois tocaram com bandas consagradas, como Iron Maiden e Metallica.
A banda se apresentou na Brixton Academy em Londres no dia 28 de janeiro em 2006, e durante o show foi gravado o seu primeiro DVD, The Poison: Live at Brixton. Durante 2007, Tuck teve problemas com a garganta, sendo diagnosticado com laringite. Em consequência disso, tiveram que cancelar vários shows, incluindo um show em apoio ao Metallica. Como não podia falar, Matt escreveu no Myspace que assim que os médicos dessem alta a ele, iria ao estúdio começar a trabalhar no novo álbum.

### Scream Aim Fire(2007-2008)

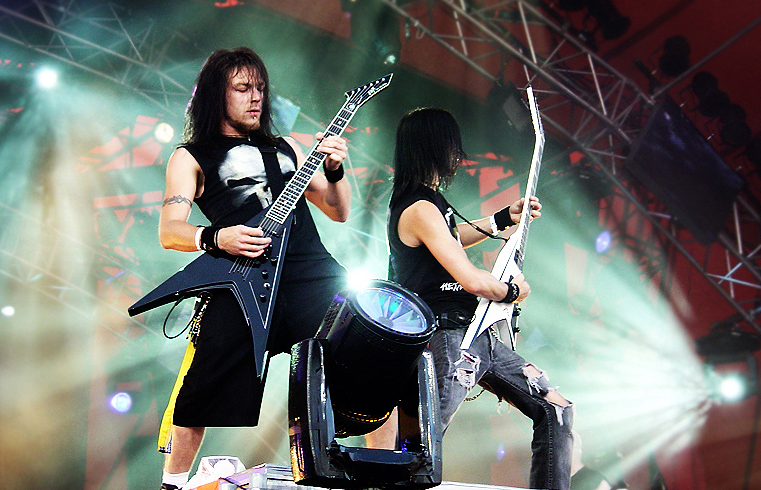
Padge e Tuck em um show, 2006

No dia 28 de janeiro de 2008, lançaram o seu segundo álbum, Scream Aim Fire, no qual foram vendidas mais de 300 mil cópias somente nos Estados Unidos, e mais de um milhão no mundo inteiro. Além das 11 faixas normais, a edição especial do disco tem um DVD bônus contendo o videoclipe de "Scream Aim Fire" (primeiro single do disco), galerias de fotos, cenas das filmagens do vídeo e das gravações em estúdio. Para promover o lançamento do álbum, o BFMV faz uma turnê mundial de dois anos, com início no Reino Unido, Europa em Janeiro de 2008 e, em seguida, seguindo para os EUA em finais de Fevereiro. E ainda, a música "Scream Aim Fire" ganhou participação no jogo Guitar Hero World Tour.

### Fever(2009-2011)
Em abril de 2009 começaram as gravações do álbum Fever no estúdio com o produtor Don Gilmore, que já havia produzido bandas notáveis como Lacuna Coil, Good Charlotte e Linkin Park. Para não interromper as gravações,tiveram que cancelar um tour pela África do Sul, deixando vários fãs decepcionados. Tuck entretanto pede desculpas e promete aos fãs que compensará o cancelamento do show com o novo álbum.
Após alguns meses, durante o Mayhem Festival nos Estados Unidos, tocaram uma música do novo álbum, que na época não era intitulada. A música ficou conhecida como "Who do You Think You Are ?" no Youtube, porém esse nome não consta na lista das faixas confirmadas. No dia 16 de fevereiro de 2010 foi anunciado uma nova música no site oficial da banda, chamada "Begging For Mercy". Essa mesma música estava disponível para download por tempo limitado no site. O primeiro single, "Your Betrayal" deveria ter sido lançado no dia 9 de março, mas inesperadamente, foi lançado no dia 2 de março como um single digital no iTunes.
No dia 19 de abril do mesmo ano, a banda divulgou todas as faixas completas do CD em seu Myspace oficial para o público ouvir, e poucas horas depois de divulgado já estava disponível para download em vários sites diferentes. Anunciaram também o tour por alguns países da Europa e pelos Estados Unidos para divulgar o Fever. Como comemoração de lançamento do álbum, o Bullet For My Valentine tocou em um show "secreto" em 26 de abril em Londres. Esse mesmo show foi reproduzido ao vivo no myspace oficial da banda.

### Temper Temper (2011)
Em 28 de Janeiro de 2011, Michael Paget declarou que o grupo já havia desenhado proporções para o próximo álbum de estúdio e irá soar um pouco como Fever. Ele seguiu, juntamente afirmando que a banda planeja ter as músicas escritas dentro de 2011 e começará a gravar o álbum até o final do ano. Rastros deixados das sessões de Fever podem ser refeitos, re-arranjados e re-gravados para o novo registro. A banda tocou no Uproar Festival 2011, após o que começou a escrever material para o quarto álbum de estúdio. A banda espera lançar o álbum em 2012.
Em 7 de outubro, RCA Music Group anunciou que estava dissolvendo a Jive Records, juntamente com a Arista Records e J Records. Com a parada, a banda (e todos os outros artistas assinados anteriormente a estes três selos) vão lançar seu material futuro (incluindo o seu próximo álbum de estúdio) com o selo RCA Records. Também em outubro, o vocalista Matt Tuck anunciou que ele vai estar trabalhando em um novo projeto paralelo, que ele descreveu como "metal do caralho", influenciado por bandas como Pantera e Slipknot, ainda não identificados outros músicos.
Tempo depois a banda anunciou que o novo álbum será chamado Temper Temper
Temper Temper Lançamento (2013) 
O Álbum foi novamente produzido por Don Gilmore, que trabalhou no álbum Fever e mixado pelo engenheiro Chris Lord-Alge que já trabalhou com a banda. A banda estreou faixa-título do álbum ao vivo em 22 de outubro de 2012 como parte da Semana da BBC Radio 1 Rock. Bullet for My Valentine lançou a faixa intitulada "Temper Temper" em 30 de outubro de 2012 em todo o mundo através de todos os fornecedores digitais, diferente no Reino Unido, onde foi lançado em 25 de novembro de 2012. Em 12 de novembro um vídeo da música para "Temper Temper" foi lançado. Ele foi filmado em Los Angeles e dirigido por Michael Dispenza. Em 17 de dezembro de 2012, o próximo single foi lançado através do YouTube chamado "Riot". Em 11 de janeiro de 2013, o vídeo da música "Riot" foi lançado. O CD vazou duas semanas antes do lançamento.

#### A Saída de Jason James (2015)
No dia 12 de fevereiro de 2015 a Banda anuncia que o baixista Jason James deixou a banda,Paget,Tuck e Moose deixaram um recado para os fãs explicando a saída do então atual baixista e back vocal da banda,o pronunciamento da banda foi o seguinte:"A todos os nossos fãs ao redor do mundo, é com pesar que Bullet for My Valentine tem de anunciar que Jay James não é mais um membro da banda. Jay tem sido parte desta banda por mais de 12 anos e parte de nossas vidas para sempre, e nós vamos sentir falta dele tanto quanto nós sabemos que vocês irão também. Queremos desejar-lhe as maiores felicidades e sucesso com o que ele escolher fazer a seguir e sempre serei grato por sua contribuição e sacrifícios que fez por esta banda. Nós vamos anunciar um substituto para o Jay quando sentirmos que for o momento certo, mas até lá vamos estar ocupados e focados em gravar nosso próximo disco e ter certeza de que é o melhor álbum que já fizemos. 2015 já está se moldando para ser um ano enorme para nós, com muitas coisas interessantes acontecendo por trás das cenas que estaremos anunciando o mais rápido que pudermos. Obrigado a todos por seu apoio contínuo . Matt, Padge, Moose.

### Venom (2015)
Em uma entrevista,Matthew Tuck disse que a banda começaria trabalhar em um novo álbum antes da turnê Rule Britannia que aconteceu entre 1 e 6 de dezembro de 2013,onde a banda se apresentou em estádios Britânicos com o apoio de Young Guns e Asking Alexandria. Na entrevista Matt disse que a banda estaria trabalhando com Terry Date, que trabalhou com bandas como Pantera. Matt também disse que a banda vai trazer de volta os elementos thrash metal dos álbuns The Poison e Scream Aim Fire.
Em 13 de novembro de 2013 a banda revelou através de sua conta no Facebook que estavam trabalhando em uma nova canção.Em 15 de novembro de 2013 um pequeno pedaço da música intitulada "Raising Hell" foi revelada no perfil de Matt Tuck no Vine. Em 18 de novembro de 2013 a canção foi tocada pela primeira vez,através do BBC Radio 1's Rock Show. Estava disponível para transmissão em 20 de novembro, um vídeo para a canção foi lançado uma semana depois.
Em 6 de janeiro de 2014, Matt anunciou no Twitter que a banda estava entrando no estúdio para gravar um quinto álbum. No dia 28 de agosto, a banda apareceu no programa de televisão paranormal Most Haunted para uma investigação na Newton House em Llandeilo, Carmarthenshire.
Em uma entrevista com Kerrang! Em 21 de janeiro de 2015, Matt revelou que o Bullet for My Valentine estará batendo no estúdio no próximo mês com o produtor Colin Richardson, que produziu The Poison e Scream Aim Fire, em vez de Terry Date, que foi o produtor sugerido inicialmente. Tuck também disse que seu quinto álbum será seu álbum mais pesado até então. Em 9 de fevereiro de 2015, Bullet for My Valentine anunciou a partida do baixista Jason James, acrescentando que eles anunciariam uma substituição quando sentirem "que é a hora certa". Eles continuaram dizendo que até o anúncio, estariam ocupados e focados em registrar seu novo recorde.
Foi anunciado na página do Facebook da banda em 11 de maio de 2015 que uma nova música, "No Way Out", estrearia na BBC Radio 1 em 17 de maio de 2015. A banda também revelou seu quinto álbum de estúdio para ser intitulado Venom e seu novo baixista ia ser Jamie Mathias, anteriormente da banda de metal Revoker.
O Venom foi confirmado para lançamento em 18 de maio de 2015, definido para 14 de agosto de 2015, no mesmo dia em que foi anunciada uma ampla turnê no Reino Unido. Também foi revelado que Bullet For My Valentine também encabeçará o festival Camden Rocks de Londres, que acontece em 30 de maio de 2015.
Em 7 de setembro de 2016, o Bullet For My Valentine veio ao Brasil para participar da primeira edição do Maximus Festival, no Autódromo de Interlagos, em São Paulo. O festival reuniu  15 bandas de rock e metal em três palcos diferentes (contando também entre as principais atrações com: Marilyn Manson, Rammstein, Disturbed e Halestorm, além das brasileiras Project 46 e Far From Alaska). Bullet For My Valentine tocou no palco Rockatansky durante 50 minutos. O álbum Venom teve destaque, mas a banda também tocou sucessos do início da carreira. Com um palco simples, com as letras "B F M V" em tiras, a banda mostrou peso principalmente com o bumbo duplo do baterista Michael Thomas. Mat Tuck trocou algumas palavras com os fãs. Ao final os músicos retornaram ao palco para tocar "Tears Don't Fall" e "Waking the Demon".

### A Saída de Michael "Moose" Thomas (2017)
Em 1 de fevereiro de 2016, Bullet for My Valentine anunciou que o baterista Michael Thomas ficaria fora por alguns meses. Jason Bowld da AxeWound iria o substituir durante esse tempo, porém, passados quase 2 anos, Moose ainda não havia retornado, o que gerava especulações dos fãs de que Moose teria deixado a banda. Em 11 de Novembro Michael Thomas comentou no seu instagram: "tudo será resolvido/revelado em breve. Desculpa" o que fez quase todos chegarem à conclusão de sua saída.
Dia 4 de Dezembro de 2017 foi anunciada oficialmente a saída de Michael Thomas e deixou a seguinte mensagem:
"Então, chegou a hora. Nós estivemos presos desde abril nas novas músicas, e podemos dizer que hoje, o sexto album do Bullet está 99% feito. Nós temos uma ou duas cerejas a por no bolo, por assim dizer, mas podemos dizer sem dúvidas que nós criamos algo que inicialmente estamos orgulhosos, e mal podemos esperar que vocês ouçam.
No espirito do começo de um novo capítulo para o Bullet for My Valentine, nós queremos esclarescer a situação do baterista do Bullet. Como muitos de vocês sabem, Jason Bowld está ocupando o lugar de Moose desde Novembro de 2015, tocando em cada show desde então - arrasando a cada noite. Jase (apelido) tem sido uma grande parte de tornar esse ultimo ciclo mais agradável e de sucesso para nós, desde os shows ao vivo até a composição e gravação de 'Don't need you' ano passado.
Dito isso, nós gostariamos de oficialmente dar boas vindas ao Jason para o Bullet for my Valentine como nosso baterista permanente. Desde substituindo o Moose em 2015, Jase vem se cimentando como um membro integral da família Bullet, e vocês ficarão impressionados com o que ele trouxe para o novo album.
Nós gostaríamos de registrar nosso agradecimento a tudo que Michael "Moose" Thomas deu ao Bullet durante seu tempo na banda, e nós desejamos sucesso nos seus futuros empreendimentos.
Por favor, Junte-se a nós dando boas vindas o Jase, como eu sei ele gostaria de agradecer por todo o suporte e amor que vocês tem dado a ele durante os ultimos 2 anos.
Nós nos veremos em 2018. Será um grande ano."

### Gravity (2018 - Presente)
Em 1 de abril de 2016, a banda anunciou que assinaram um novo acordo mundial com a Spinefarm Records, algum tempo depois, especificamente em 7 de novembro de 2016, a banda lançou um novo single standalone intitulado "Don't Need You". Um videoclipe foi lançado com o vídeo também e se tratava de um casamento sendo arruinado.
Em 6 de abril de 2017, Matt Tuck twittou "Aqui vamos novamente. # BFMV6", o que sugeria que a banda estava começando a trabalhar no sexto álbum e finalmente em 6 de novembro de 2017, foi anunciado que começaram a gravação do álbum, que foi atrasada devido a problemas relacionados ao DVD "Live In Brixton: Chapter II". Entretanto nenhum detalhe tivera sido revelado até então.
Em 29 de novembro para uma entrevista à Kerrang!, Matt Tuck nos detalhou sobre seu álbum e definiu como "mais especial, real e empolgante que já fizemos." fala que eles renovaram suas fórmulas, estão iniciando um novo capítulo na banda e citam Bring Me the Horizon como uma grande inspiração de mudança. Matt também disse que a lírica dele foi em grande parte "causada" pelo divórcio dele com sua ex-esposa Charlotte Beedell.
Quando perguntado sobre o material do álbum ele revelou que provavelmente será um álbum de 10 músicas e com mais 3 reservadas para a versão Deluxe, também cita uma que se chama "Leap of Faith"(Salto de fé) como a música que mostra toda a sonoridade do álbum(Também disse que ela é equivalente ao que No Way Out fez, mostrou todo ambiente do álbum). A data prevista para o lançamento é o meio de maio, após a turnê com Avenged Sevenfold e finaliza com a frase "Este álbum vai irritar algumas pessoas..."
Em 1 de abril de 2018 a sua primeira single chamada "Over it" foi lançada e confirmado o lançamento do álbum para o dia 29 de junho de 2018, no mesmo dia que irão tocar no Download Festival. Foram lançadas também as singles "Piece of Me" (27 de abril de 2018) e Letting You Go (18 de maio de 2018). O álbum caminha em uma sonoridade Hard Rock e Nu-Metal.

## Estilo musical e influências
O Bullet for My Valentine é essencialmente considerado como uma banda de metal contemporâneo. Com descrições detalhadas, sua música tem sido descrito pelos críticos como heavy metal e metalcore. A banda citou sendo influenciada por bandas como Metallica, Annihilator, Pantera, Machine Head, Sepultura, AC/DC, Iron Maiden, Guns N' Roses, Testament, Stuck Mojo, Korn, Slayer, Judas Priest, Megadeth, Alice in Chains, Nirvana, Led Zeppelin, Deep Purple e Black Sabbath. Estas bandas inspiram Bullet for My Valentine  por causa de "vocais cativantes, riffs agressivos e melodias", de acordo com Thomas. A banda descreve dois de seus álbuns, The Poison e Fever, como tendo um "tom super escuro", Tuck passou a afirmar que "... nós somos uma banda de hard rock com influências de metal, e eu disse isso desde o primeiro dia". Kirk Miller da Decibel Magazine elogiou a banda para o esforço sincronizado em estruturas musicais.. Quando perguntado de suas opiniões sobre os seus estilos, membros da banda afirmam que eles não mudariam seu som ou imagem de uma abordagem comercial; Tuck também comentou que, "Sem soar duro, estamos mais interessados no que a nossa música soa como do que o nosso cabelo parece".

## Prêmio e conquistas
Em sua terra natal, já foram capa das revistas: Rock Sound, Kerrang! e Metal Hammer. Em 2006 ganharam o premio de "Golden God Award" atribuído pela Metal Hammer para a Melhor Banda Britânica e o prémio para "Melhor Single Britânico", atribuído pela Kerrang!, à faixa "Tears Don't Fall".
Nos EUA a revista Revolver considerou o Bullet como "Melhor Importação Britânica do Ano" e o álbum The Poison deu origem aos singles de sucesso "Tears Don't Fall" e "All These Things I Hate (Revolve Around Me)", cujo vídeo chegou ao primeiro lugar no canal MTV2.
Em 2021, a música deles "Knifes" foi eleita pela Loudwire como a 18ª melhor música de metal de 2021.

## Integrantes
- Matthew Tuck - vocal e guitarra (1998-presente)
- Michael Paget - guitarra e vocal de apoio (1998-presente)
- Jamie Mathias - baixo e vocal de apoio (2015-presente)
- Jason Bowld - baterista (2017-presente)

Ex-integrantes
- Nick Crandle - baixo (1998-2003)
- Jason James - baixo e vocal de apoio (2003-2015)[52]
- Michael Thomas - bateria (1998-2016)

Linha do tempo

## Discografia
Álbuns de estúdio
- The Poison (2005)
- Scream Aim Fire (2008)
- Fever (2010)
- Temper Temper (2013)
- Venom (2015)
- Gravity (2018)
- Bullet For My Valentine (2021)